# Bulldog (Amsterdam)
Pour les articles homonymes, voir Bulldog.

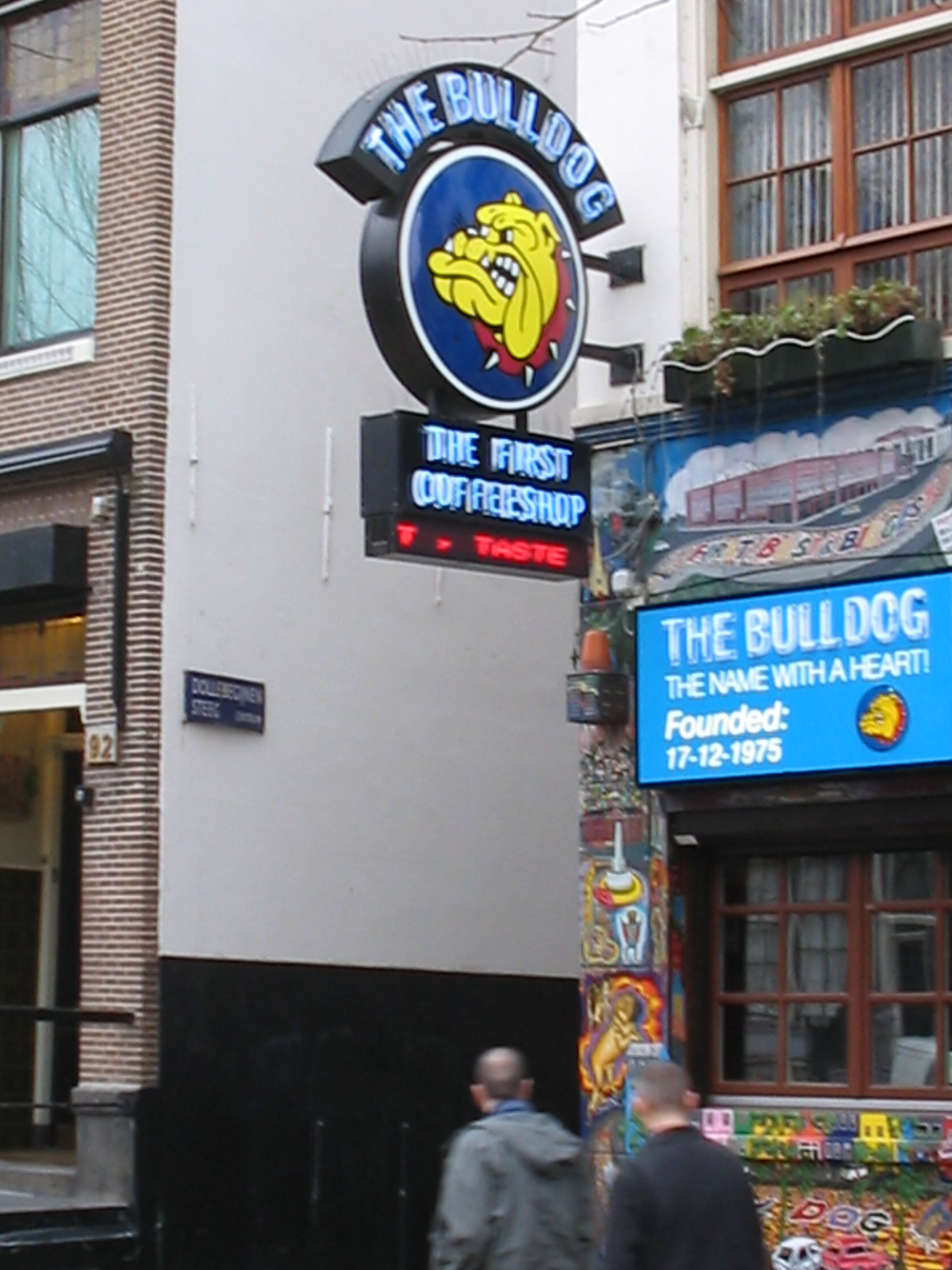

The Bulldog est une chaîne de coffee shops basée à Amsterdam, aux Pays-Bas. Le premier Bulldog, ouvert en 1975 fut le tout premier coffee shop de la ville. Son créateur, Henk de Vries l'installa dans un ancien sex-shop géré par son père. La chaîne propose sa propre gamme de produits à base de cannabis, et s'est développée à l’international à partir de 2001. Elle dispose de plusieurs enseignes à Amsterdam, et gère également des hôtels, à Amsterdam mais aussi au Canada. La marque est aujourd'hui devenue un emblème de la consommation de drogues douces à Amsterdam.
Dans un procès concernant un nom de domaine qui a expiré en janvier 2013, le juge a statué que le logo usurpait Walt Disney, propriétaire des droits d'auteur du personnage de dessin animé de bouledogue, conçu en 1940.